# AWE 1500RS

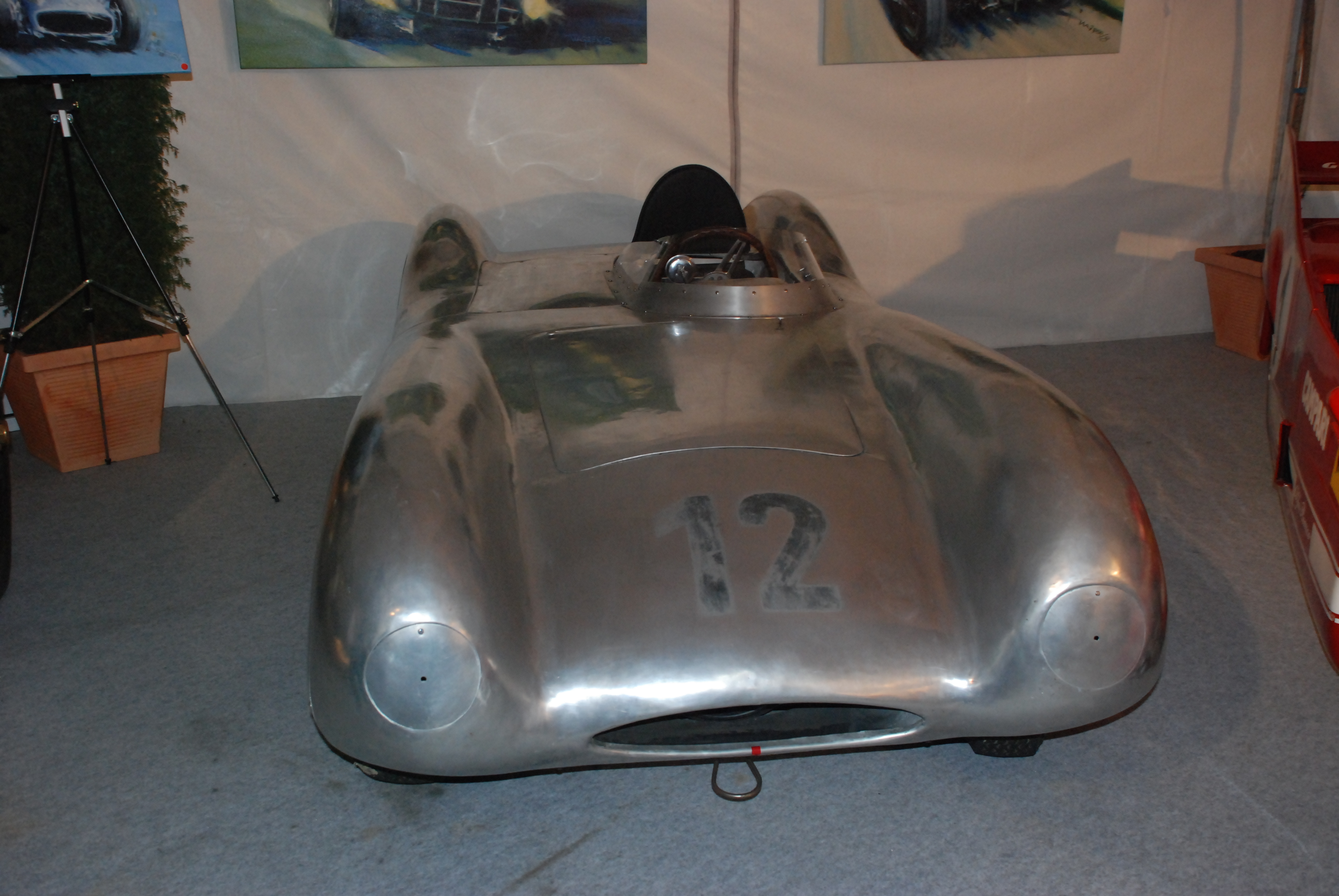
AWE 1500RS, Baujahr 1956

Der AWE 1500RS war ein Sportwagen, der in den 1950er-Jahren vom thüringischen Automobilunternehmen VEB Automobilwerk Eisenach (AWE) gebaut und von dessen Rennkollektiv eingesetzt wurde.
Mit Beginn der 1950er-Jahre begann ein Kollektiv an Kfz-Meistern in Berlin mit dem Bau von Rennfahrzeugen, um sich damit an Sportwagenrennen beteiligen zu können. Erstmals gingen Rennwagen unter der Bezeichnung EMW 1951 in der DDR an den Start. 1952 wurde der Standort des Rennkollektivs der DDR nach Eisenach zu den dort ansässigen Eisenacher Motorenwerken verlegt und das Unternehmen 1953 in Automobilwerk Eisenach umbenannt.
1955 wurde der erfolgreichste Rennwagen der DDR der 1950er-Jahre entwickelt und bei internationalen Rennen eingesetzt. Der 1500RS hatte einen 6-Zylinder-Motor mit zwei oben liegenden Nockenwellen, Doppelzündung und drei Weber-Doppelvergasern. Der 1,5-Liter-Motor leistete 99 kW (135 PS) bei 7000/min. Edgar Barth und Paul Thiel feierten beim Eifelrennen 1955 am Nürburgring mit ihren 1500RS einen Doppelsieg. 1956 gewannen Barth/Rosenhammer mit einem Werks-1500RS die Klasse bis 2 Liter bei den 1000 Kilometer von Paris in Montlhéry. Ende 1956 beendete das AWE seine Aktivitäten im Rennsport.